# ARM (компания)
ARM (Advanced RISC Machines) — одна из крупнейших в мире бесфабричных компаний, проектирующих процессоры, разработчик и лицензиар архитектуры 32-разрядных и 64-разрядных RISC-процессоров (с архитектурой ARM), ориентированных на использование в портативных и мобильных устройствах, а также в серверах и суперкомпьютерах. На 2020 год семейство ARM-процессоров является самым популярным среди прочих центральных процессоров. В 2020 году японский суперкомпьютер Фугаку на процессорах с архитектурой ARM занял 1-е место по производительности в мировом рейтинге Top500.
Изначально основана как совместное предприятие компаний Acorn, Apple и VLSI; с 2016 года принадлежит японской телекоммуникационной и инвестиционной корпорации SoftBank. Центральный офис находится в Кембридже, Великобритания. Офисы и центры проектирования ARM расположены по всему миру, включая Францию, Индию, Швецию и США.

## История
Бизнесом компании ARM всегда была продажа лицензий на производство ядер и сопутствующих элементов компаниям, которые создавали полупроводниковые микропроцессоры и микроконтроллеры на их основе.
Помимо производимых продуктов, компания предлагает широкий выбор условий лицензирования, различающихся по цене и деталям. Для всех владельцев лицензии поставляется описание аппаратной части ядра, а также полный набор средств разработки программного обеспечения (компилятор, отладчик), а также право продавать произведенные процессоры ARM. Некоторые клиенты занимаются производством процессоров для сторонних компаний.
Самой успешной версией ядра, продажи которой достигали сотен миллионов штук, ранее был ARM7TDMI.
Под лицензией ARM к 2005 году было произведено около 1,6 миллиарда ядер. В 2005 году около миллиарда ядер ARM пошло на мобильные телефоны. Годовой отчёт ARM за 2006 год сообщает, что в результате лицензирования 2,5 миллиарда единиц (процессоров) был выручен 161 миллион долларов. Это эквивалентно 0,067 доллара за единицу. Однако это очень усредненный показатель — ведь сюда входят и лицензии на очень дорогие новейшие процессоры, и на старые дешевые процессоры. По состоянию на январь 2008 года было произведено более 10 миллиардов ядер, а за 2011 год количество лицензированных ядер оценивалось в 7,9 млрд.
Современные смартфоны, КПК и другие портативные устройства используют в основном версию ядра ARMv7. Ранее широко использовались ядра ARMv5.
В июле 2016 года совет директоров ARM Holdings согласился продать за 24,3 млрд £ свою компанию японской телекоммуникационной корпорации SoftBank, и после одобрения соответствующими регулирующими органами компания ARM Holdings перешла в собственность Softbank.
Технология ARM оказалась весьма успешной и в настоящее время является доминирующей микропроцессорной архитектурой для портативных цифровых устройств.
В сентябре 2020 года Nvidia заключила сделку с SoftBank по приобретению компании ARM за 40 млрд долларов. Новый владелец пообещал, что ARM не изменит свою модель работы: компания и дальше продолжит предоставлять услуги открытого лицензирования своих технологий, сохраняя нейтралитет по отношению к клиентам. Новый владелец оставит прежнее название и символику ARM, а интеллектуальная собственность останется зарегистрированной в Великобритании. Стороны пришли к соглашению по условиям сделки, но сама она проведена не была. На её завершение, считает Nvidia, потребуется до полутора лет (18 месяцев). Это время понадобится регуляторам, чтобы проверить договор о продаже ARM на предмет наличия в нём признаков нарушения антимонопольного законодательства. Сделкой заинтересовались соответствующие органы США, Евросоюза, Великобритании и Китая. В феврале 2022 года стороны отказались от сделки.
14 сентября 2023 года SoftBank провела размещение 10 % акций ARM на бирже NASDAQ.

## Лицензирование

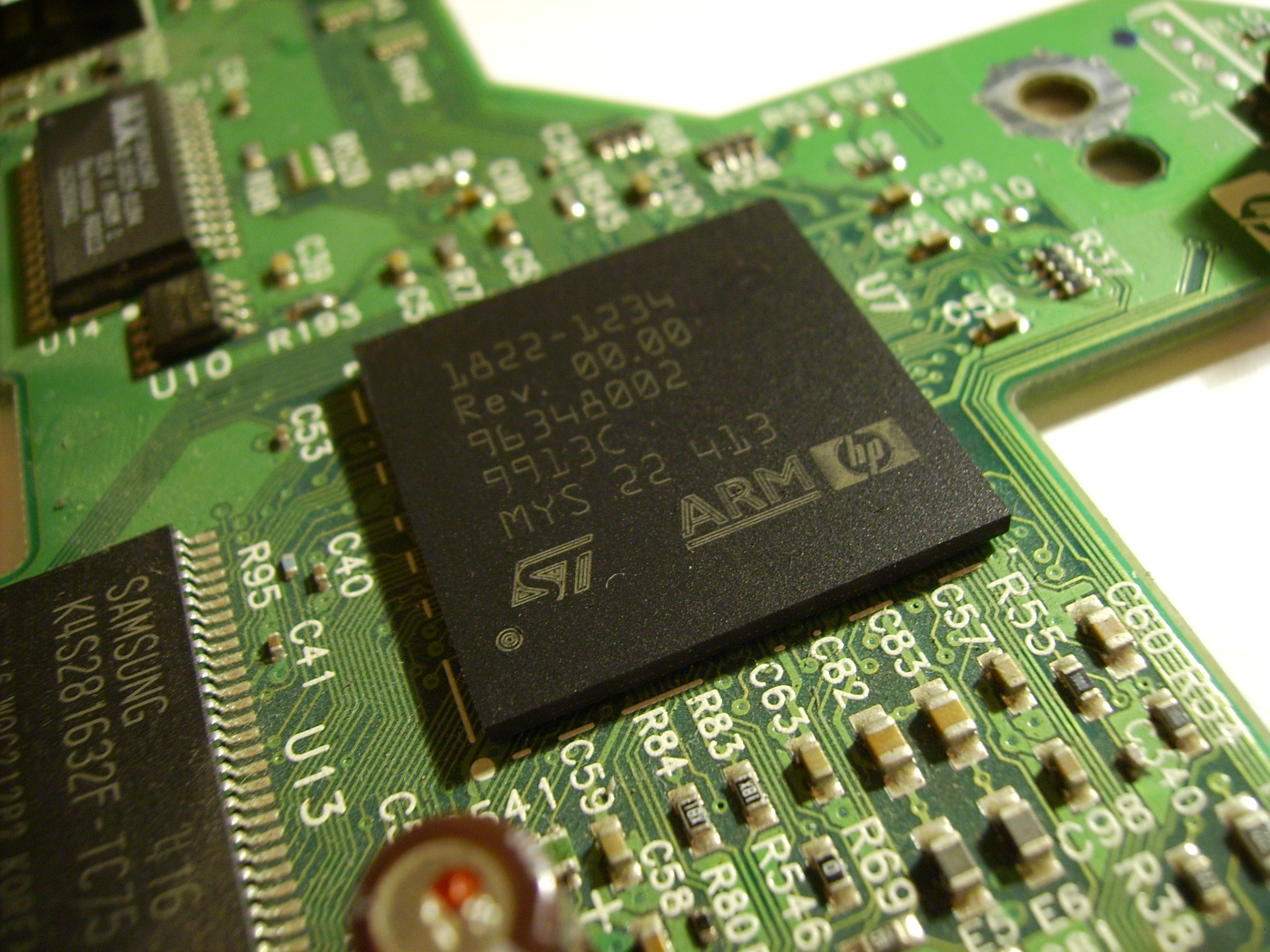
ARM-процессор в принтере HP

ARM не является производителем микросхем, однако разрабатывает микропроцессоры и лицензирует собственные технологии третьим фирмам для производства чипов.
Компания разработала несколько десятков микропроцессорных, видео- и микроконтроллерных ядер, лицензированных различным компаниям для производства собственных чипов более 8 сотен раз, в том числе — более 110 лицензий на ядра категории A, используемые в качестве основного процессора в смартфонах и планшетах. Получившие лицензию компании используют разработки ARM при создании собственных систем на кристалле (СнК), интегрируя процессорные ядра с видео- и другими ускорителями, DSP- и радиосопроцессорами и другой периферией.
Шесть сторонних компаний имеют лицензию на использование наиболее производительных 64-битных ядер Cortex-A57 и четыре — на самые производительные 32-битные ядра Cortex-A15.
32-разрядные ядра, разработанные ARM: Cortex-A15, Cortex-A12, Cortex-A17, Cortex-A9, Cortex-A8, Cortex-A7, Cortex-A5, а также множество более старых классических ARM-процессоров.
Варианты ядер для микроконтроллеров и применений реального времени: ARM Cortex-R7, ARM Cortex-R5, ARM Cortex-R4, ARM Cortex-M4, ARM Cortex-M3, ARM Cortex-M1, ARM Cortex-M0+, ARM Cortex-M0. При лицензировании ядер доступно несколько моделей оплаты, самые популярные: «Perpetual (Implementation) License», «Term License», «Per Use License».
В дополнение к лицензированию ядер, созданных в ARM, несколько компаний приобрели «архитектурную лицензию» на архитектуру ARM, которая позволяет разрабатывать собственные микропроцессорные ядра, реализующие инструкции ARM и использующие патенты ARM. Архитектурная лицензия намного дороже лицензирования готовых ядер, кроме того, требуется многолетняя работа инженеров по созданию и проверке собственных ядер.
ARM утверждает, что общий объём микропроцессоров, произведённых по их лицензии, превышает 2,5 миллиарда штук. Только за 2011 год количество лицензированных ядер оценивалось в 7,9 млрд.

## Производители процессоров архитектуры ARM
Процессоры архитектуры ARM в основном используются в смартфонах, мобильных интернет-устройствах (MID), смартбуках, интернет-планшетах и других мобильных и энергоэффективных устройствах.
Процессоры архитектуры ARM по лицензии, полученной от компании, проектируют следующие компании: Apple, Atmel, Broadcom, Freescale, Marvell, Nvidia, Qualcomm, Samsung, Texas Instruments, VIA, Миландр, ЭЛВИС, STMicroelectronics, ARM limited и другие.
Например:
- Apple, серия СнК Apple Ax: Apple A4, Apple A5 (iPad 2, iPad mini, iPhone 4S), Apple A5X (iPad 3-го поколения); Apple M: Apple M1, Apple M2.
- Freescale: i.MX515 — архитектура на ядре ARM Cortex-A8.
- Marvell: Marvell PXA168 на ядре Marvell Sheeva — ARM-процессор на 1,2 ГГц.
- Nvidia: Tegra, Tegra 2, Tegra 3, Tegra 4.
- Qualcomm: Snapdragon.
- MediaTek: Helio, Dimensity.
- Samsung: Samsung 2440A — 400 МГц, Samsung S5P6440 — на ядре ARM11, Hummingbird — процессор на 1 ГГц на ядре ARM Cortex-A8.
- Rockchip: RK2918 — ARM-процессор на 1 ГГц, архитектура ARM Cortex-A8.
- Texas Instruments: TI OMAP3 3440/3450 — 800/1000 МГц.
- VIA: VT8500 — процессор ARM-926 на 266—400 МГц.
- Миландр: 1986ВЕ4х (Cortex-M0); 1986ВЕ91-1986ВЕ93 80 МГц (Cortex-M3); 1986ВЕ8 (Cortex-M4).
- STMicroelectronics: STM32F0 (Cortex-M0) 24 МГц; STM32F1 72 МГц, STM32F2 120 МГц (Cortex-M3); STM32F3 72 МГц, STM32F4 168 МГц (Cortex-M4).
- Huawei: HiSilicon Kirin.
- Байкал электроникс: Baikal-M .
- Amazon: Graviton, Graviton2.
- Fujitsu: A64FX.
- Microsoft: SQ1.
- Google: Google Tensor[англ.].
- КНР: процессорные архитектуры Neoverse[англ.] V1 и V2 (2020)[12]